# Croix de Montusclat
La croix de Montusclat est une croix monumentale située à Montusclat, en France.

## Généralités
La croix est située sur une place du village, sur le territoire de la commune de Montusclat, dans le département de la Haute-Loire, en région Auvergne-Rhône-Alpes, en France.

## Historique
La croix date du XVe siècle. 
La croix est inscrite au titre des monuments historiques par arrêté du 11 juin 1930.

## Description
Le fût à motif décoratif se termine par un chapiteau. Le croisillon est de section octogonale et ses extrémités sont ornées de fleurons à feuillage,.
Au niveau iconographique, la croix présente un Christ en croix sous un grand lambel, auréolé et couronné d'épines. De l'autre côté, une Vierge de pitié, mains jointes, tenant le Christ sur ses genoux, repose sur un entablement. Elle est figurée avec un voile ciselé.